# موزيلا فيرفكس - الإصدار المحمول
موزيلا فيرفكس - الإصدارة المحمولة (عرف مسبقًا بفيرفكس المحمول) هو إصدارة معاد تجميعها لمتصفح فيرفكس، أنتجها جون تي. هيلر. البرنامج هو من بين مجموعة برامج تابعة لحزمة برامج PortableApps المتوفرة عبر موقعهم على الإنترنت. التطبيق يسمح لفيرفكس بأن يعمل من خلال شريحة يو إس بي فلاش درايف USP Flash drive أو من خلال محرك الأقراص المدمجة CDROM، أو أي جهاز محمول آخر يعمل على مايكروسوفت ويندوز أو حاسوب ماك أو إس إكس أو لينكس/يونكس يشغل برنامج Wine. التطبيق لا يتطلب من فيرفكس أن يتم تثبيته إلى نظام المستخدم، ولا يترك أي معلومات شخصية في الحاسوب بعد الاستخدام، ولا يتدخل التطبيق في عمل فيرفكس المثبت أصلاً على الجهاز، لكن أيضاً يمكن تثبيت فيرفكس المحمول على القرص الصلب.

## التغيرات
يحتفظ فيرفكس المحمول بجميع قدرات متصفح فيرفكس، مثل الامتدادات والتحديثات الآلية. تم إحداث تعديلات لتقليل عدد الكتابات إلى محرك الفلاش. تاريخ المتصفح والكاش غير ممكنين، بينما تاريخ التنزيل وملفات الكوكي يتم حذفهما بعد الخروج. يمكن تعديل هذه الخيارات، لكن فعل ذلك قد يؤدي إلى تضخم مساحة البرنامج على ذاكرة الفلاش.
الإعدادات الشخصية كالعلامات والملحقات كأدوبي فلاش وماكروميديا فلاش وكل التمديدات والسمات، كل ذلك يخزن على ذاكرة الفلاش.

## الإصدارة
صدرت الإصدارة 2.0.0.6 في 31 يوليو، 2007، وهي تتوافق مع ويندوز 98 وويندوز ME وويندوز 2000 وويندوز إكس بي وويندوز فيستا بالإضافة إلى برنامج Wine على الأنظمة الشبيهة بيونكس.

## المزايا
- فيرفكس لن يتحقق من كونه متصفح افتراضي أو لا عند البدء.

## وصلات خارجية
- موقع فيرفكس المحمول(بالإنجليزية)